# Saint-Jean-aux-Bois, Oise
Saint-Jean-aux-Bois är en kommun i departementet Oise i regionen Hauts-de-France i norra Frankrike. Kommunen ligger i kantonen Compiègne-Sud-Est som tillhör arrondissementet Compiègne. År 2022 hade Saint-Jean-aux-Bois 341 invånare.

## Befolkningsutveckling
Antalet invånare i kommunen Saint-Jean-aux-Bois
| Referens: INSEE |